# Слотина (гміна)
Ґміна Слоцина (пол. Gmina Słocina) — колишня (1934—1939 рр.) сільська ґміна Ряшівського повіту Львівського воєводства Польської республіки (1918—1939) рр. Центром ґміни було село Слоцина.

1 серпня 1934 р. було створено об'єднану сільську ґміну Слоцина в Ряшівському повіті Львівського воєводства внаслідок об'єднання дотогочасних (збережених від Австро-Угорщини) громад сіл (ґмін): Драбинянка, Красне, Малява, Матисівка, Палікувка, Побітно, Слоцина, Вілковия і Залісє.